# Chambre des mines d'Afrique du Sud
La Chambre des mines d'Afrique du Sud, appelée aussi Chambre des mines du Transvaal, est une institution de la vie économique de l'Afrique du Sud, fondée au XIXe siècle, qui a aidé le pays à devenir le premier producteur mondial d'or en exploitant des gisements à grande profondeur.

## Histoire
La Chambre des mines d'Afrique du Sud a été fondée par un accord entre entreprises en 1890. Grâce à elle, l'Afrique du Sud se hisse à la première place des producteurs d'or dans le monde, dès 1905. De 0,35 million d'once en 1900, la production aurifère passe à 14,4 millions en 1941 et 31,3 millions en 1969, l'année de l'apogée.
Parmi ses premiers présidents, elle compte les industriels Otto Beit, Lionel Phillips, James Percy FitzPatrick, et le Français Georges Rouliot
. Ensuite, pendant des décennies, elle symbolise le plus puissant organe de l'influence britannique en Afrique du Sud. Les chiffres de production très précis qu'elle donne régulièrement dès sa création facilitent le financement des mines d'or sud-africaines à l'étranger.
Le pays étant, du fait de son sous-sol riche, le lieu par excellence du travail migrant, elle se consacre dès ses débuts à la gestion de la pénurie de main-d’œuvre dans la région productrice d'or. Une rivalité pour le contrôle de la main-d'œuvre oppose en particulier à partir de 1900 la Chambre des Mines de Rhodésie et la Chambre des Mines du Transvaal.
Cette préoccupation demeure ensuite au XXe siècle, qui voit le nombre des travailleurs étrangers en Afrique du Sud quadrupler, passant de 229 000 en 1911 à 836 000 en 1960.